# Ömer Çatkıç
Ömer Çatkıç (Eskişehir, Turquía, 15 de octubre de 1974) es un exjugador y exentrenador de fútbol turco. En su etapa como jugador profesional se desempeñaba como guardameta.
En agosto de 2017, fue detenido tras ser acusado de pertenecer a la facción golpista de Turquía, que es combatida por el oficialismo.

## Selección nacional
Fue internacional con la selección de fútbol de Turquía en 19 ocasiones. Formó parte de la selección que obtuvo el tercer lugar en la Copa del Mundo de 2002 y en la Copa Confederaciones 2003.

### Participaciones en Copas del Mundo
| Mundial                        | Sede                | Resultado    | Partidos | Goles |
| ------------------------------ | ------------------- | ------------ | -------- | ----- |
| Copa Mundial de Fútbol de 2002 | Corea del Sur Japón | Tercer lugar | 1        | 0     |

### Participaciones en Copas Confederaciones
| Copa                           | Sede    | Resultado    | Partidos | Goles |
| ------------------------------ | ------- | ------------ | -------- | ----- |
| Copa FIFA Confederaciones 2003 | Francia | Tercer lugar | 3        | 0     |

### Participaciones en Eurocopas
| Copa          | Sede                 | Resultado        | Partidos | Goles |
| ------------- | -------------------- | ---------------- | -------- | ----- |
| Eurocopa 2000 | Bélgica Países Bajos | Cuartos de final | 0        | 0     |

## Clubes

### Como jugador
| Club           | País    | Año       |
| -------------- | ------- | --------- |
| Eskişehirspor  | Turquía | 1992-1998 |
| Gaziantepspor  | Turquía | 1998-2004 |
| Gençlerbirliği | Turquía | 2004-2006 |
| Bursaspor      | Turquía | 2006-2007 |
| Gaziantepspor  | Turquía | 2007-2008 |
| Antalyaspor    | Turquía | 2008-2012 |

### Como entrenador de porteros
| Club                 | País    | Año       |
| -------------------- | ------- | --------- |
| Kardemir Karabükspor | Turquía | 2012-2013 |